# Gliese 849 b
Gliese 849 b, (abreviat Gj 849 b), també anomenat HIP 109388 b, és un planeta extrasolar que orbita al voltant de l'estrella nana roja Gliese 849. Està situat a la constel·lació d'Aquari, a, aproximadament 28,61 anys llum de distància a la Terra.

## Descobriment
Aquest planeta extrasolar, va ser descobert l'agost de 2006, als Estats Units, per l'astrònom Geoffrey Marcy i el seu equip. Com pràcticament tots els exoplanetes, va ser descobert gràcies a la tècnica de la velocitat radial, és a dir, mesurant la influència gravitacional del planeta en el seu estel.

## Característiques
HIP 109388 b, és un planeta relativament semblant a Júpiter, amb un 0,82% de la seva massa, i un radi 0,974 vegades el del planeta més gran del sistema solar. La seva distància mitjana a l'estel al voltant de la qual orbita, o sigui, el seu semieix major, és de 2,35 ua, el que és aproximadament el mateix que 372,5 milions de quilòmetres, i, es calcula que, el seu període orbital és, estimadament, d'uns 1890 dies. A diferència d'altres planetes extrasolars, es coneixen certes dades, com, per exemple, la seva densitat, que és de 1177 kg/m³, o també, a seva gravetat, que està estimada en 22,4 m/s².

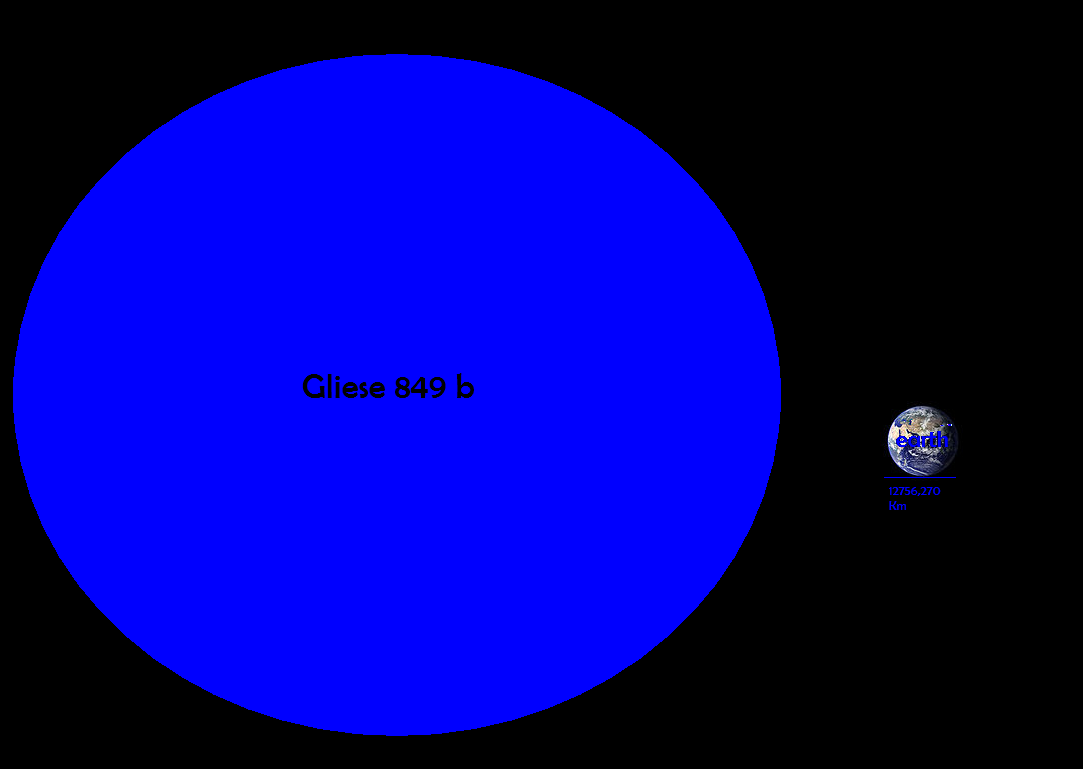
Comparació relativa de Gliese 849 b i la Terra.